# Welschriesling

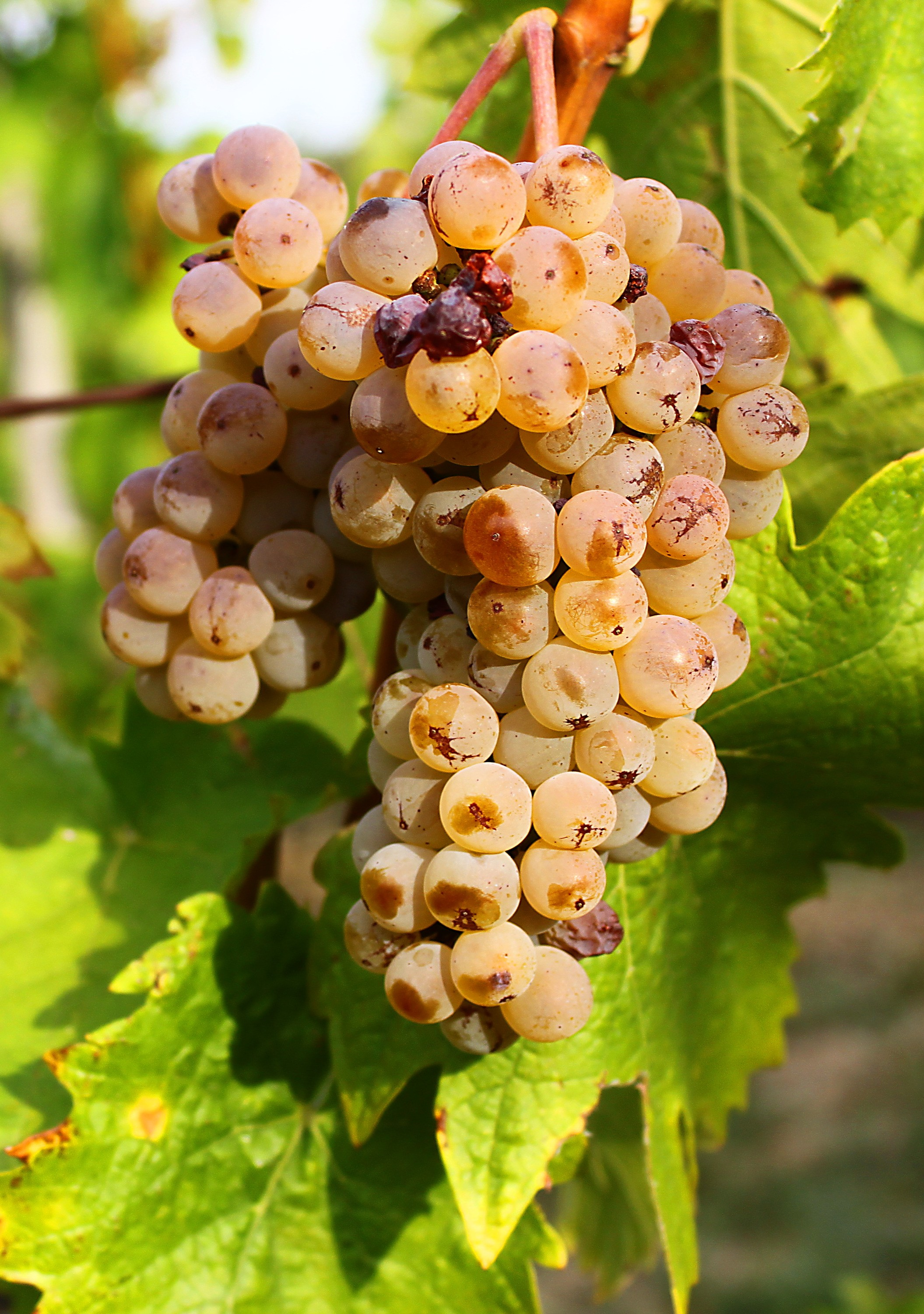
Racimo de welschriesling.

La welschriesling es una uva blanca cultivada en Centroeuropa. No está emparentada con la riesling del Rin.

## Origen
La palabra alemana "welschriesling" significa literalmente "riesling románica", y en Europa Central es habitual el sinónimo italian riesling. La welschriesling puedo haber sido llevada a Europa Central por los antiguos romanos. No obstante, el sinónimo croata graševina sugiere que pudo haberse originado en el este de los Balcanes.
Una teoría moderna dice que la welschriesling se originó en Champaña y que fue conocida como welsch (que significaría "francés") riesling cuando fue llevada a Heidelberg cuando el territorio estaba regido por el Imperio austrohúngaro.

## Regiones

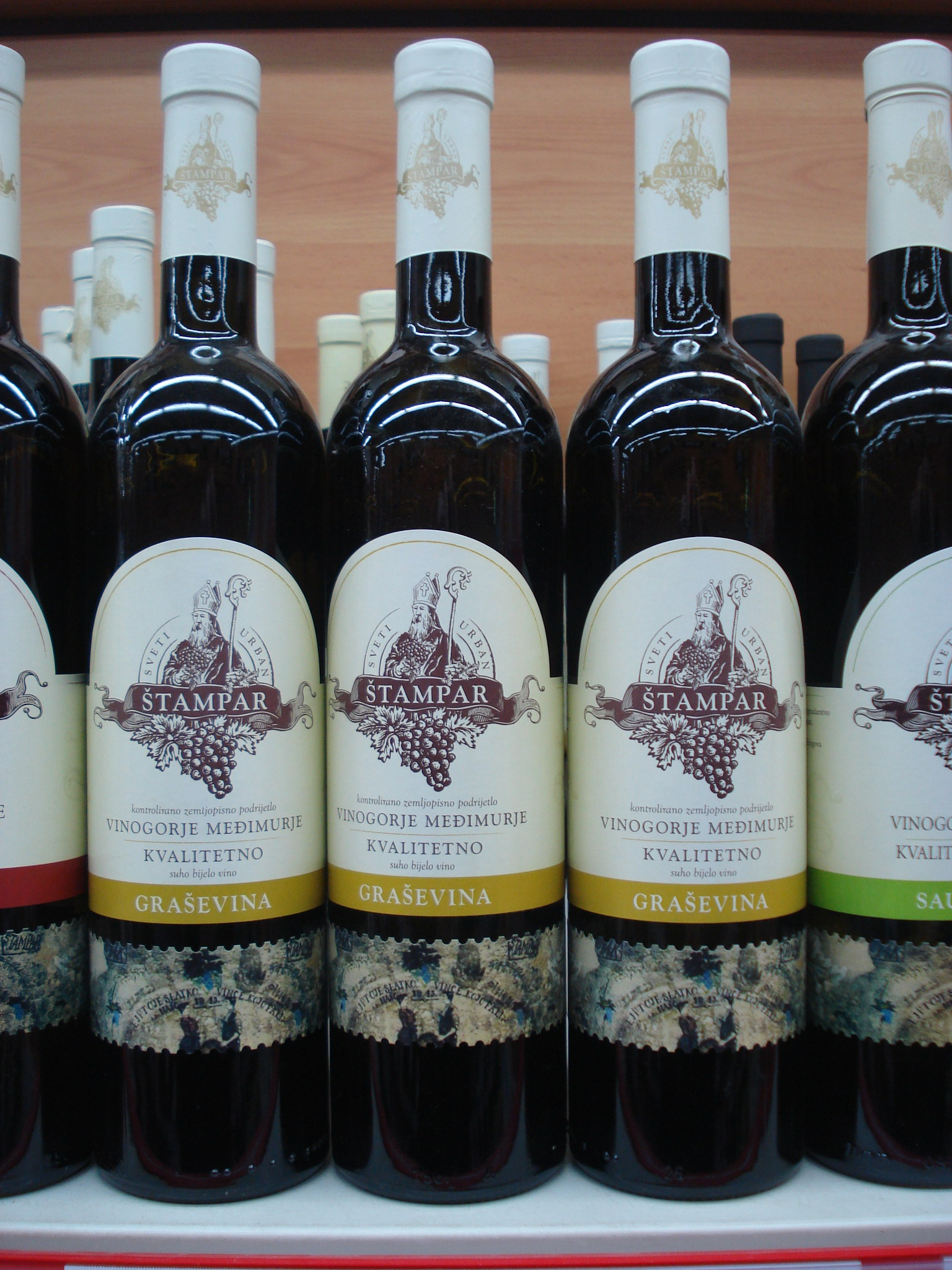
Botellas de vino de graševina del condado de Međimurje, en el norte de Croacia.

- En Austria, las principales regiones donde se cultiva son el sur y el este de Estiria, Burgenland,  Weinviertel (Baja Austria), donde se usa para vinos sin gas y espumosos. En Rust (cerca del lago Neusiedl), se usan las uvas con podredumbre noble para hacer vinos de postre.
- En Croacia, donde se conoce como graševina, es la variedad blanca más plantada. Es cultivada en todas las regiones vinícolas del interior, sobre todo en la localidad de Kutjevo, cerca de Ilok, al este del país.
- En la República Checa, donde se conoce como ryzlink vlašský, se cultiva en la Región de Moravia Meridional, sobre todo en las subregiones de Mikulovská y Velkopavlovická (vinařská podoblast).[1]
- En Hungría, donde se conoce como laszrizling, es la uva presente en más regiones. Está presente sobre todo en la región vinícola de Csopak (cerca del lago Balaton).
- En Italia, donde se conoce como riesling italico, es cultivada en las regiones del norte de Trentino, Collio Goriziano y el Friul.
- En Rumanía, donde es conocida como riesling italian, se produce con ella vino de vendimia tardía y vino espumoso.
- En Eslovaquia se cultiva en las regiones vinícolas de Modra y Nitra.
- En Eslovenia, donde es conocida como laški rizling (que significa "riesling italiano") para diferenciarlo del renski rizling (que significa "riesling renano"). Crece al este de Eslovenia, en la Baja Estiria, donde produce vinos secos y semisecos.

## Sinónimos
Los sinónimos de la welschriesling son: aminea gemela, biela sladka, biela sladka grasica, biela sladka grassica, bielasladka grasica, orba, borba blanca, glasica, grasevina, grasevina bijela, grasevina italijanska, grasevina talijanska, grashevina, grasica, groshevina, italia riesling, italian riesling, italianski rizling, italienischer riesling, italijanski rizling, italiya rislinqi, italy's risling, klein riesling, laski riesling, laski rizling, laskirizling, meslier, meslier de Champagne, nemes olasz rizling, olaiz riesling, olasriesling	olasz, olasz risling, olasz rizling, olasz rizlingi, olasz szoeloe, olaszriesling, olaszrizling, petit riesling, petracine, rakusky rizling, riesler, riesli, riesling italian, riesling italico, riesling italien blanc, riesling italien white, riesling laski, riesling vlachsky, risli, risling italyanskii, risling, italyanskij, risling vlashskii	rismi, rizling, rizling italico, rizling italien, rizling italien blanc,	rizling italijanski, rizling italjanskij, rizling italsky, rizling talijanski, rizling vlassky, rizlink vlassky, ryzlink vlašský, talianska graseviana, talianska grasevina, talijanska grasevina, talijanski rizling, talijanski zizling, taljanska grasevina	velchriesling, velchrisling, vlasak, waeleschriesling weisser, waelsch-rissling, waelschriesling, walschriesling y weisser waelschriesling.